# Liviu Măruia
Liviu Ioan Măruia (n. 13 iulie 1977 – d. 26 martie 2013) a fost lector universitar doctor la Catedra de Istorie a Universității de Vest din Timișoara, putând fi considerat unul dintre cei mai buni arheologi ai Banatului, publicând lucrări fundamentale pentru arheologia bănățeană, stabilind un standard de cercetare extrem de înalt 

## Biografie
S-a născut în anul 1977, la data de 13 iulie, la Reșița, fiind fiul lui Ioan și Ana Măruia. Școala generală a urmat-o în comuna Vermeș, unde mama sa a fost profesoară de limba română, iar tatăl său profesor de istorie și geografie. A absolvit Liceul Teoretic nr. 3 din Reșița, profilul Filologie-Istorie, în anul 1995, iar în anul 1999 a absolvit Facultatea de Litere, Istorie și Teologie (secția Istorie), Universității de Vest din Timișoara, susținând teza de licență Reprezentări de divinități în arta plastică geto-dacică, fiind coordonat de către Doina Benea. Acesta își susține tot sub îndrumarea Doinei Benea teza de disertație cu titlul: Permanențe precreștine în tradiția mitologică românească în anul 2001. 
După absolvirea facultății, între 1999-2003 a fost profesor titular de istorie și geografie la școala generală din comuna Becicherecu Mic, județul Timiș, iar din anul 2002 și-a început cariera universitară ca preparator în cadrul Catedrei de Istorie a Facultății de Litere, Istorie și Teologie de la Universitatea de Vest din Timișoara. În anul 2006 a deveni asistent universitar, iar din 2012 a fost lector universitar.
Studiile doctorale le urmează atât la Cluj cât și la Târgoviște. Din anul 2001 este doctorand al Universității Babeș-Bolyai din Cluj Napoca, Facultatea de Istorie, cu teza A doua epocă a fierului pe teritoriul Banatului, sub coordonarea prof. univ. dr. Ioan Glodariu. În anul 2011 își susține teza de doctorat în cadrul Universitații „Valahia” din Târgoviște, teza de doctorat fiind Cercetări interdisciplinare privind geografia istorică a Dealurilor Lipovei din paleolitic și până la începuturile epocii moderne.
La 26 martie 2013 mașina, în care Liviu Măruia se afla ca pasager, pe un drum poleios, s-a izbit violent de un pom. Liviu a fost singurul care a decedat, dintre cei patru pasageri. Accidentul a avut loc întorcându-se din Germania, unde a activat pentru trei luni pe un șantier archeologic.

### In memoriam
La 13 iulie 2013, atunci când ar fi trebuit să împlinească 36 de ani, primăria comunei Vermeș i-a acordat titlul de „cetățean de onoare”.
În anul morții sale, la 7 decembrie 2013, Universitatea de Vest Timișoara a organizat Simpozionul Național de Interdisciplinaritate în Arheologie și Istorie, ediția I: In Memoriam Liviu Măruia, la care și-au anunțat prezența 107 participanți ‒ arheologi, cercetători, istorici, cadre didactice ‒ din țară și străinătate.
O stradă din Moșnița Nouă îi poartă numele.

## Activitate

### Arheologie
În calitate de arheolog, Liviu Măruia  a făcut numeroase descoperiri pe teritoriul Banatului și nu numai. Liviu Măruia a efectuat periegheze punctuale în hotarul localităților Lovrin, Cornești, Carani, Munar, Satu Mare, Bărăteaz, Alioș, Igriș, Unip, Seceani, Sânmpetru Mare, Sânpetru German,Parța, Jena, Tincova. Periegheze sistematice (Moșnița Veche, Moșnița Nouă, Albina)  și periegheze punctuale în hotarul localităților Periam, Variaș, Gelu, Carani, Lucareț, Teș, Brestovăț, Vinga, Hunedoara Timișană ș.a.m.d(numărul de situri arheologice descoperite pe hotarul a mai multor localități este în total de aproximativ 1000).

### Șantiere arheologice
- Unip „Dealul Cetățuica” (jud. Timiș)
- Autostrada Lugoj – Deva, Lot 1 (sectorul Coștei – Mănăștiur)
- Ruginoasa „Dealul Drăghici” (jud. Iași)
- Scânteia „La Nuci” (jud. Iași)
- Vărădia „Rovină” (jud. Caraș Severin)
- Rapoltu Mare „Măgura Uroiului” (jud. Hunedoara)
- Sânnicolau Mare „Seliște” (jud. Timiș)
- Jupa „Tibiscum” (jud. Caraș Severin)
- Zăgujeni (jud. Caraș Severin)
- Dalboșeț „Dragomireana” (jud. Caraș Severin)
- Mehadia „Cetate” (jud. Caraș Severin)

### Teme de cercetare
1. Proiectul eGISpat Timiș – privind întocmirea documentației de specialitate a siturilor arheologice din Lista Monumentelor Istorice a Jud. Timiș, secțiunea Arheologie, 42 situri (proiect nominalizat la Marele Premiu al Ministerului Culturii 
și Cultelor pe anul 2007) (septembrie 2006 – decembrie 2007).

2. Întocmirea  Repertoriului Cartografic al siturilor arheologice din Banat, presupunând identificarea în teren și realizarea bazei de date pentru 450 de situri arheologice noi, propuse pentru completarea listelor monumentelor istorice din regiune (februarie 2006 – aprilie 2010).

3. Proiectul  Valurile „romane” – vizează stabilirea traseului exact al celor 3 fortificații liniare de pământ ce traversează Banatul de la N la S, printr-un studiu complex de arheologia peisajului utilizând metode de teledetecție, aerofotointerpretare, studiu cartografic, topografie arheologică și prospecție magnetometrică (martie 2007 – mai 2011).

4. Proiectul  Castrele romane de marș de pe culmea Munților  Șureanu – vizează identificarea cu precizie în teren a fortificațiilor romane din timpul cuceririi Daciei, printr-un studiu complex de arheologia peisajului utilizând metode de teledetecție, aerofotointerpretare, studiu cartografic, topografie arheologică și prospecție magnetometrică (iulie 2008 – iulie 2012).

5. Proiectul  Situl arheologic „Măgura” Uroiului, jud. Hunedoara – a vizat întocmirea unui studiu complex de arheologia peisajului prin metode de teledetecție, aerofotointerpretare, studiu cartografic, topografie arheologică și prospecție magnetometrică (iulie – decembrie 2008).

6. Proiectul  Castrul roman de la Vărădia „Pustă”, jud. Caraș-Severin – a vizat întocmirea unui studiu complex de arheologia peisajului prin metode de teledetecție, aerofotointerpretare, studiu cartografic, topografie arheologică și prospecție magnetometrică (august 2008).

7. Proiectul Situl arheologic neolitic Țaga, jud. Cluj - a vizat întocmirea unui studiu complex de arheologia peisajului prin metode de teledetecție, aerofotointerpretare, studiu cartografic, topografie arheologică și prospecție magnetometrică (iulie 2008).

8. Proiectul  Siturile arheologice cucuteniene de la Scânteia  și Ruginoasa, jud. Iași – a vizat întocmirea unui studiu complex de arheologia peisajului prin 15metode de teledetecție, aerofotointerpretare, studiu cartografic, topografie arheologică și prospecție magnetometrică (iunie 2009).

9. Proiectul Situl arheologic Cheile Turzii, jud. Cluj – a vizat întocmirea unui studiu complex de arheologia peisajului prin metode de teledetecție, aerofotointerpretare, studiu cartografic, topografie arheologică și prospecție magnetometrică (iunie 2009).

10. Proiectul  Situl arheologic neolitic Foeni „Gaz”, jud. Timiș – a vizat întocmirea unui studiu complex de arheologia peisajului prin metode de teledetecție, aerofotointerpretare, studiu cartografic, topografie arheologică și prospecție magnetometrică (iunie 2009).

11. Proiectul Repertoriul arheologico-istoric al localității Moșnița Veche (jud. Timiș)- vizează întocmirea unui studiu complex  de arheologia peisajului prin metode de teledetecție, aerofotointerpretare, studiu cartografic, topografie arheologică și prospecție magnetometrică (ianuarie 2010 – ianuarie 2012). 

12. Proiectul  Cercetări interdisciplinare de  field archaeology  și lanscape archaeology prin metode nonivazive în arealul Dealurilor Lipovei (jud. Arad, Timiș, Hunedoara)- a vizat realizarea unor investigații sistematice de teren pentru întocmirea unui studiu complex de geografie istorică și de arheologia peisajului prin utilizare unor metode moderne interdisciplinare (teledetecție, aerofotointerpretare, studiu cartografic, topografie arheologică și prospecție magnetometrică) (octombrie 2009 – octombrie 2011).

### Alte preocupări profesionale
- 2006 – 2013, membru fondator  și președinte al Asociației Nonguvernamentale Arheovest
- 1999 – 2006, membru al Centrului de Istorie  și Arheologie „Constantin Daicoviciu”, Timișoara
- 2009 – 2013,  membru al  Centrului de Cercetare în Preistorie, Arheologie Interdisciplinară și Tehnici de Conservare a Patrimoniului Cultural Mobil și Imobil, Universitatea „Valahia” Târgoviște [8]
- 1995 – 2003, membru al Clubului Speologic „Prusik” Timișoara

## Lucrări științifice
1. MĂRUIA, L.; MICLE, D.; FLOCA, C.; STAVILĂ, A.; BERZOVAN, A.; BOLCU, L.; BORLEA, B.; ROGOZEA, O.; FORȚIU, S.; MAGINA, A.; PÎRPÎLIȚĂ, E.; VEDRILĂ, I.; HORAK, P.; VIDRA, L.; GOGOȘANU, A., Geografia istorică a zonei Moșnița Veche. Rezultatele cercetărilor arheologice de teren , Editura BioFlux, Cluj Napoca, 2012, 1154 pagini (ISBN 978-606-8191-43-0 Geografia istorică a zonei Moșnița Veche. Rezultatele  cercetărilor arheologice de teren
2. MICLE, D.;  MĂRUIA, L.; STAVILĂ, A. (2012), ArheoGIS – un sistem integrat de manageriere a patrimoniului arheologic național , Editura Excelsior Art, Timișoara, 2012, 295 pagini (ISBN 978-973-592-282-5)
3. MĂRUIA, L. (2011), Cercetări interdisciplinare vizând reconstituirea geografiei istorice a Dealurilor Lipovei, Editura Excelsior Art, Timișoara, 2011, 1845 pagini (303 pagini text tipărit+1542 pagini CD atașat) (ISBN 978-973-592-277-1)
4. MĂRUIA, L.; MICLE, D.; CÎNTAR, A.; ARDELEAN, M.; STAVILĂ, A.; BOLCU, L.; BORLEA, O., HORAK, P.; TIMOC, C.; FLOCA, C.; VIDRA, L. (2011), ArheoGIS.Baza de date a siturilor arheologice cuprinse în Lista Monumentelor Istorice a județului Timiș. Rezultatele cercetărilor de teren , Editura BioFlux, Cluj Napoca, 2011, 601 pagini (ISBN 978-606-81991-23-2) Baza de date a siturilor arheologice cuprinse în Lista Monumentelor Istorice a județului Timiș. Rezultatele cercetărilor de teren
5. MICLE, D.; CÎNTAR, A.;  MĂRUIA, L.  (2011), Elemente de topografie  și cartografie arheologică , Editura Excelsior Art, Timișoara, 2011, 228 pagini (ISBN 978-973-592-279-5)
6. BEJAN, A.; MĂRUIA, L. (2008), Civilizația geto-dacilor. Spiritualitatea, Editura Excelsior Art, Timișoara, 2008, 275 pagini (ISBN 978-973-592-216-0)
7. BEJAN, A.;  MĂRUIA, L.  (2005), Civilizația geto-dacilor. Universul ocupațional. Meșteșugurile , Editura Excelsior Art, Timișoara, 2005, 165 pagini (ISBN 973-592-140-5).
8. BEJAN, A.;  MĂRUIA, L.  (2003), Geto-dacii. Istorie  și civilizație. Istoria , Editura Universității de Vest Timișoara, 2003, 252 pagini (ISBN 973-8433-43-6)
9. Micle, Dorel; Măruia, Liviu; Dorogostaisky, Leonard - The Earth works from Cornești - Iarcuri, (Orțișoara village, Timiș county) in the light of recent field research, în "Analele Banatului", Arheologie – Istorie, XIV, 1, 2006, pag. 283 - 306
10. BELDIMAN, C.; CÂRCIUMARU, M.; BEJAN, A.; MĂRUIA, L.; BERZOVAN, Al.; STAVILĂ, A.; SZTANCS, D.M.; IAMANDI, D.,  Industria materiilor dure animale descoperită în campania 2011, în Cronica cercetărilor arheologice din România. Campania 2011. A XLVIa Sesiune Națională de Rapoarte Arheologice, Târgu Mureș, 23-26 mai 2012, București, 2012, p. 161-164
11. BEJAN, A.;  MĂRUIA, L.; TĂNASE, D.,  Un mormânt cu podoabe de aur din epoca sarmatică timpurie descoperit la Sânnicolau Mare – Seliște (jud. Timiș), în  Analele Banatului, S.N., 19, 2011, p. 161-180
12. BEJAN, A; MICLE, D.; MĂRUIA, L.; CÎNTAR, A., Unip, com. Sacoșu Turcesc, jud. Timiș. Punct. Dealu Cetățuica, în Cronica cercetărilorarheologice din România. Campania 2009. A XLIV-a Sesiune de Rapoarte Arheologice, Suceava, 27-30 mai 2010, București, 2010, p. 199-203
13. LAZAROVICI, C.M.; LAZAROVICI, GH.; ȚURCANU, S.; ȘTIRBU, M.; MICLE, D.; MĂRUIA, L., Ruginoasa, com. Ruginoasa, jud. Iași. Punct: Dealul Drăghici, în  Cronica cercetărilor arheologice din România. Campania 2009. A  XLIV-a Sesiune de Rapoarte Arheologice, Suceava, 27-30 mai 2010, București, 2010, p. 165-166
14. LAZAROVICI, GH.; CIOBOTARU, D.; MAXIM, Z.; BINDEA, D.; LAZAROVICI, C.M.; BOJIN, L.; ANGELESKI, S.; MICLE, D.; MĂRUIA, L.;  PETRESCU, S.; NEGREI, D.; ROMAN, C.; MATEȘ, A.; BOZU, F.; BOZU, B.; ARDELEAN, M., Parța, com. Parța, jud. Timiș. Punct. Tell 1, în Cronica cercetărilor arheologice din România. Campania 2009. A XLIV-a Sesiune de Rapoarte Arheologice, Suceava, 27-30 mai 2010, București, 2010, p. 289-291
15. BEJAN, A.; MĂRUIA, L., Evoluția Secției de Istorie (la 20 de ani de la reînființare), în Studii de Istorie a Banatului, 34, 2010, p. 272-297
16. MICLE, D.; MĂRUIA, L., Raport de activitate științifică efectuată în cadrul Platformei de Formare și Cercetare Interdisciplinară în Domeniul Arheologiei Sistematice – „Arheotim”, în Banatica, 20, 2010, 1, p. 307-320
17. MICLE, D.;  MĂRUIA, L.; DOROGOSTAISKI, L.; CÎNTAR, A.,  Noi descoperiri arheologice de teren în zona de nord vest a Banatului, acoperită de Câmpia Vingăi și Dealurile Lipovei (I), în Studii de Istorie a Banatului,  30-31, 2006-2007, p. 7-32
18. MĂRUIA, L., Prezența dacică în Banat. Un stadiu al cercetării, în Studii de Istorie a Banatului, 28-29, 2004-2005 (2006), p. 55-96
19. MĂRUIA, L., Zalmoxis, le dieux suprème des daces?, în Studii de Istorie a Banatului, 26-27, 2002-2003 (2003), p. 175-190
20. MĂRUIA, L.,  Simbolistica lupului în tradiția mitologică românească, în  Studii de Istorie a Banatului, 23-24-25, 1999-2001 (2002), p. 193-197